# Chaîne de l'Atacora
La chaîne de l'Atacora, aussi orthographié Atakora, est le nom donné au Bénin, au massif montagneux qui s'étend sur un axe nord-est/sud-ouest dans le Nord-Ouest du Bénin, dans le Nord du Togo — où il est appelé localement monts Togo —, et dans le centre-est du Ghana où il est appelé collines d'Akwapim.
Le point culminant du massif, qui est aussi celui du Togo, est le mont Agou, avec 986 mètres d'altitude.
Au Bénin, le massif est constitué de trois sommets principaux : le mont Sokbaro, qui est le point culminant du pays avec 658 mètres d'altitude, le mont Tanéka, 654 mètres et le mont Birni. La chaîne figure sur la liste des aires protégées du Bénin.

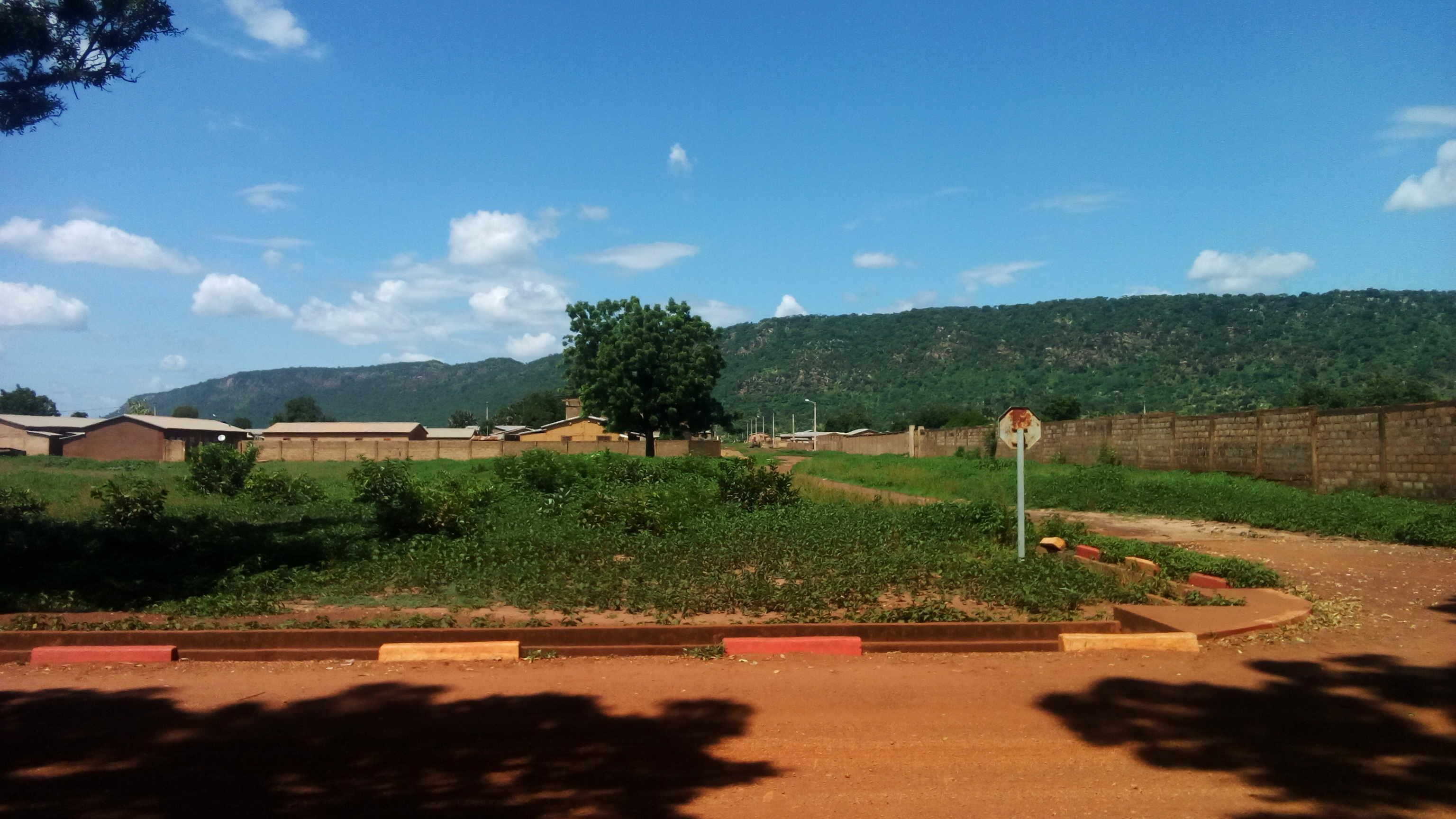
Vue de la chaîne de l'Atacora.
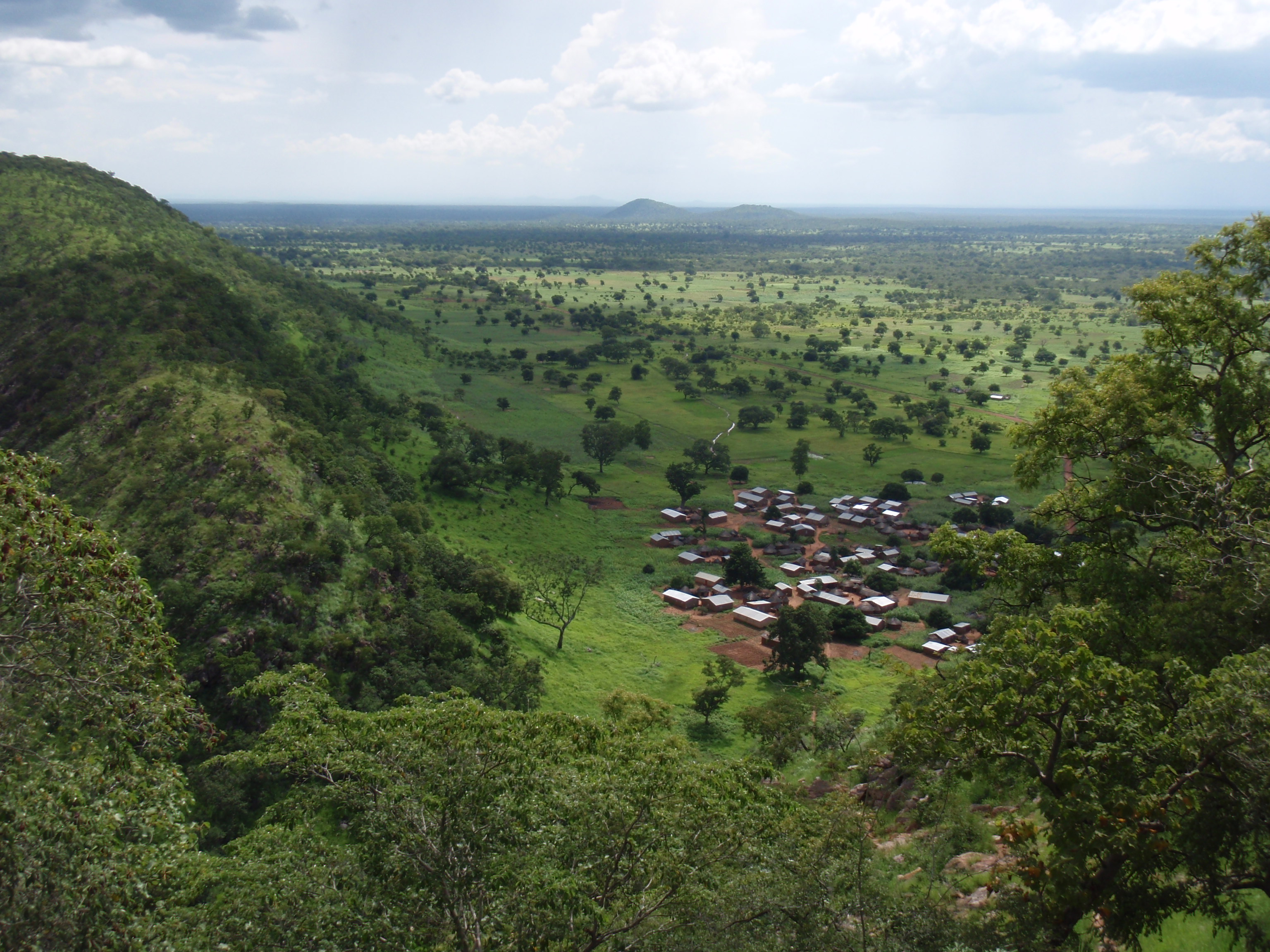
Vue depuis la chaîne de l'Atacora.
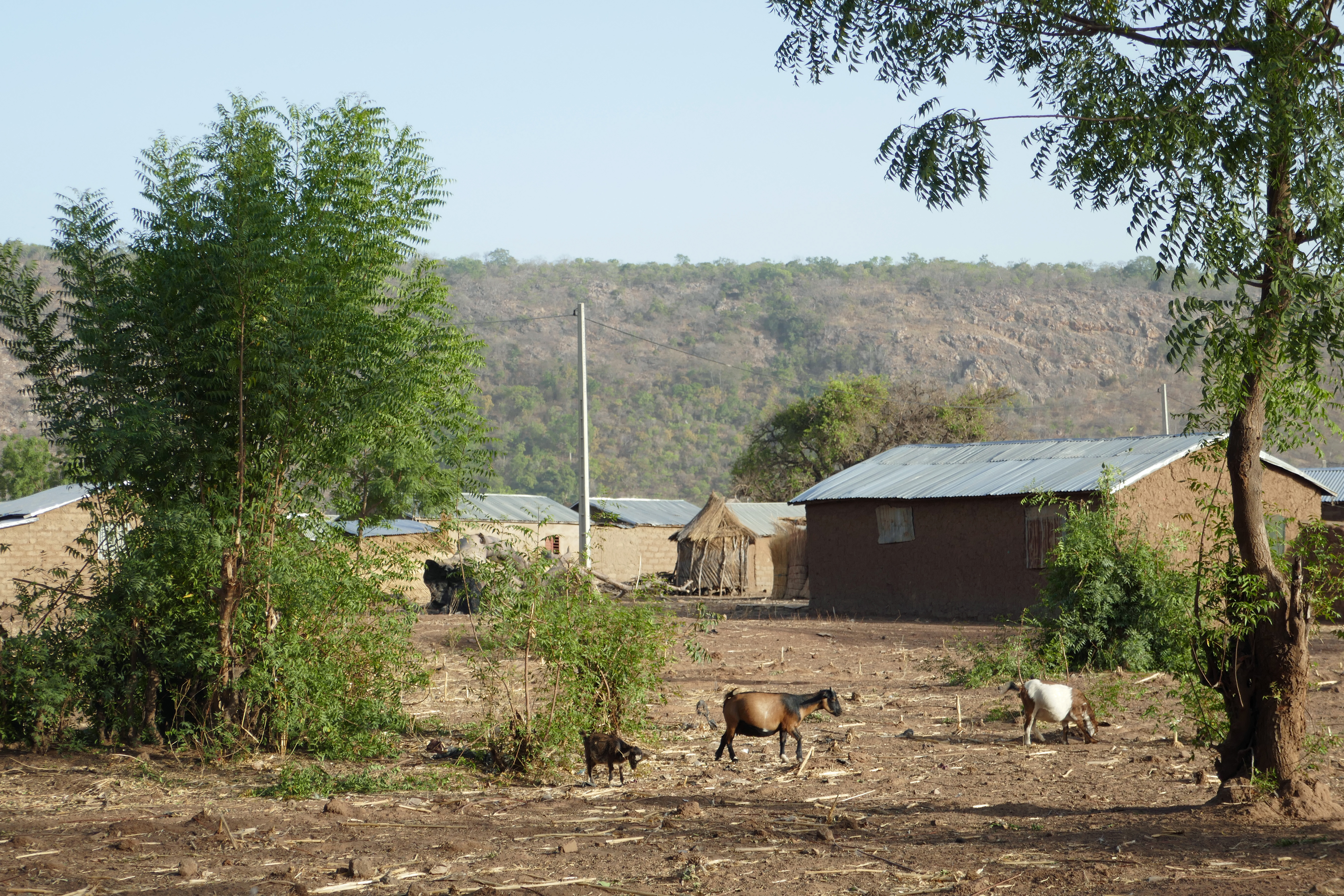
Village au pied de la chaîne de l'Atacora.
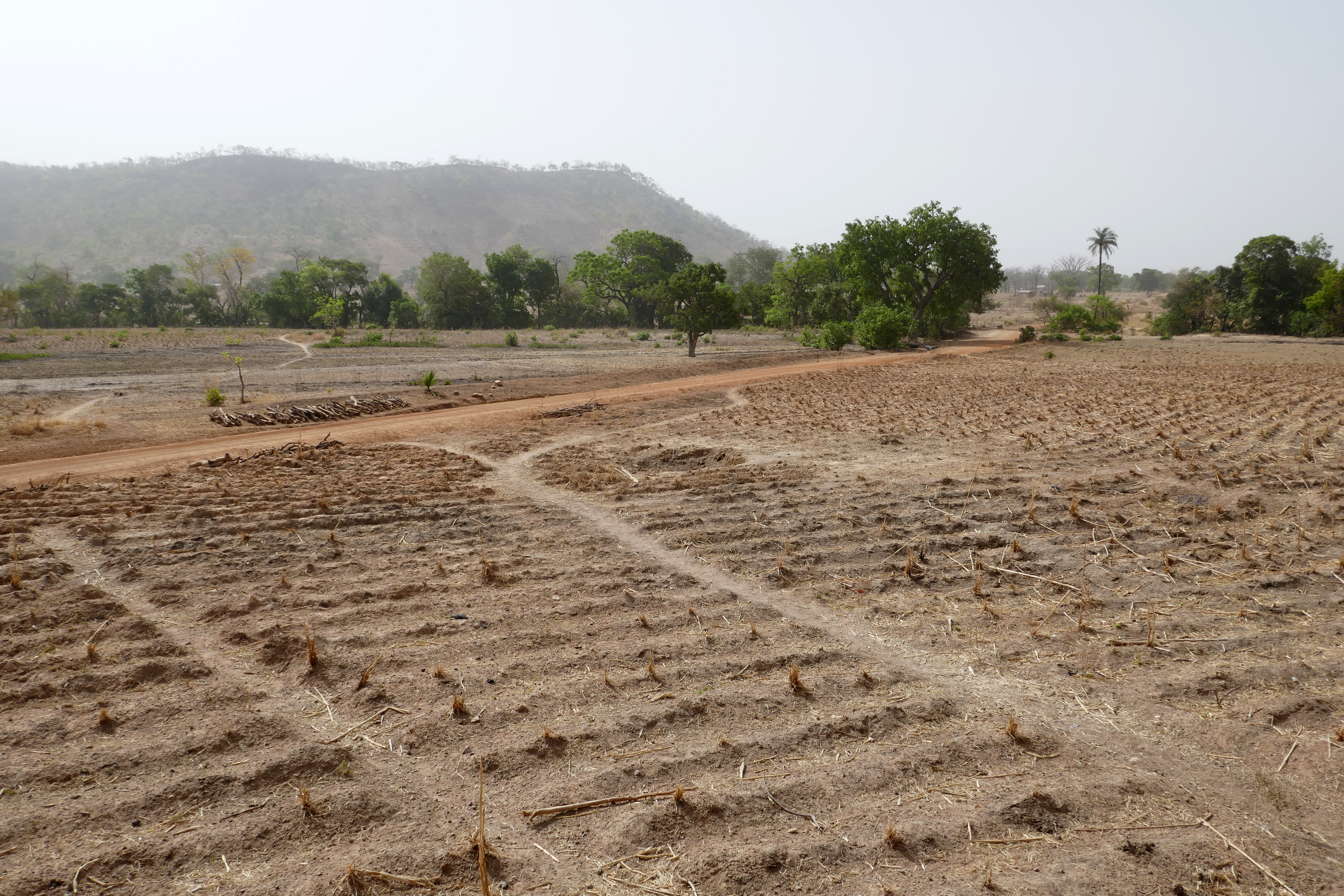
Vue de la chaîne.